# Ambassidae

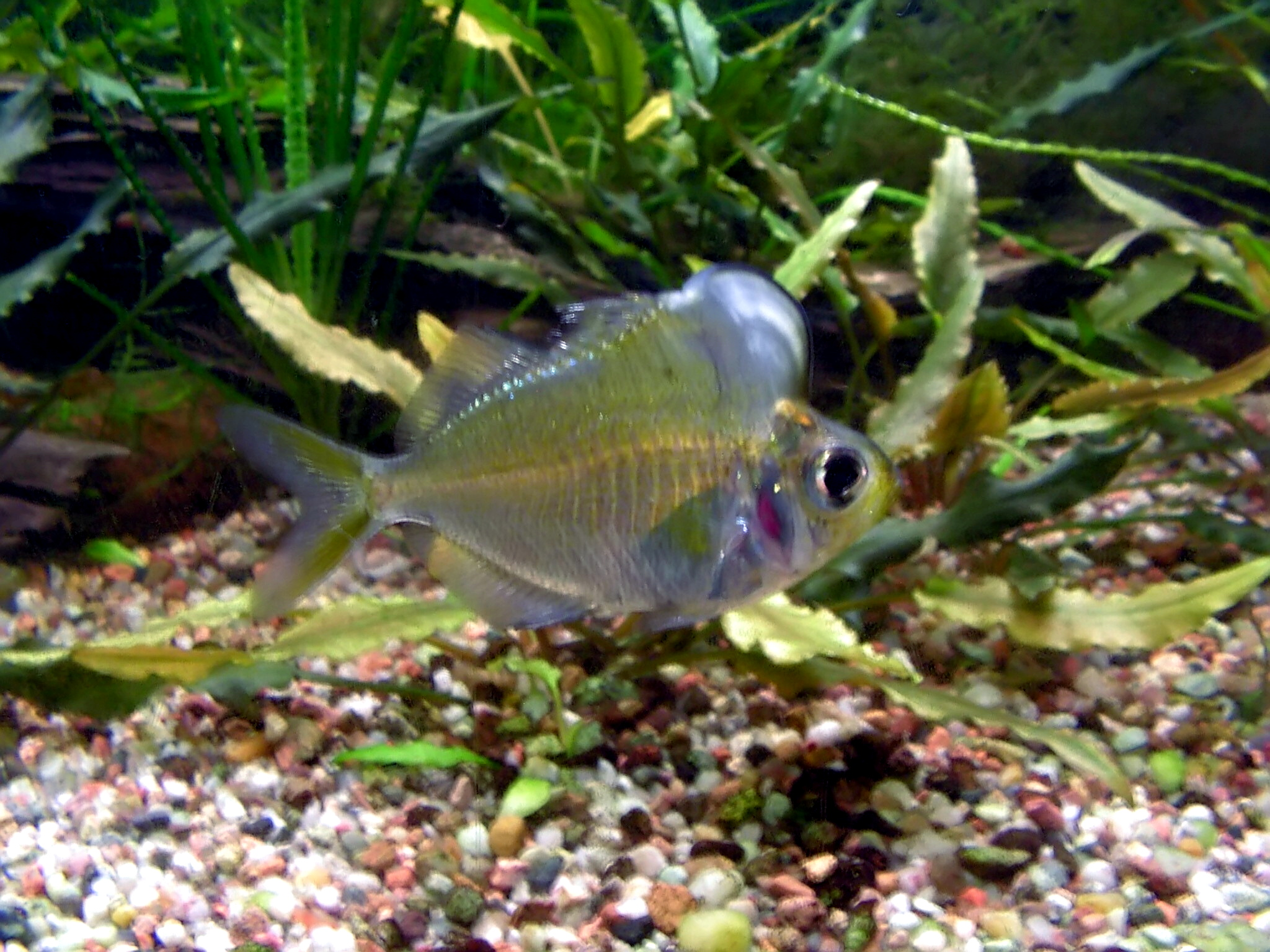
Parambassis pulcinella.

Los peces de cristal asiáticos son la familia Ambassidae, peces marinos y de agua dulce incluidos en el orden Perciformes, distribuidos por los océanos y ríos de Asia y Oceanía. Según ITIS este nombre de familia no es válido, siendo más correcto el nombre más antiguo de Chandidae.
Son peces de tamaño pequeño con longitud máxima de unos 26 cm, cuya característica principal en muchas de estas especies es que el cuerpo es semitransparente. La aleta dorsal tiene 7 a 8 espinas y 7 a 11 radios blandos, mientras que la aleta anal tiene tres espinas y 7 a 11 radios blandos, aletas pélvicas con una espina y 5 radios blandos.

## Géneros
Existen 49 especies agrupadas en los ocho géneros siguientes:
- Ambassis (Cuvier, 1828), con 22 especies.
- Chanda (Hamilton, 1822), con solo una especie.
- Denariusa (Whitley, 1948), con dos especies.
- Gymnochanda (Fraser-Brunner, 1955), con tres especies.
- Paradoxodacna (Roberts, 1989), con solo una especie.
- Parambassis (Bleeker, 1874), con 14 especies.
- Pseudambassis (Bleeker, 1874), con tres especies.
- Tetracentrum (Macleay, 1883), con tres especies.